# Понсонби, Джордж
Джордж По́нсонби (англ. George Ponsonby; 5 марта 1755 или 4 марта 1755 — 8 июля 1817) — британский политик-виг, Лорд-канцлер Ирландии (1806—1807) и глава Правительства всех талантов.

## Биография

### Происхождение
Родился вторым ребёнком в семье достопочтенного Джона Понсонби, спикера Ирландской палаты общин и его жены, леди Элизабет Кавендиш, дочери Уильяма Кавендиша, 3-й герцога Девонширского. Учился в Колледже Килкенни и Тринити-колледж (Кембридж).

### Политическая карьера
После получения адвокатской категории барристер стал членом Парламента Ирландии. С 1778 по 1783 годы заседал в избирательном округе Уиклоу, с 1783 по 1797 годы — Иништиг. В 1782 году был назначен Канцлером казначейства Ирландии, принимал участие в дебатах о помощи католической церкви, был главой оппозиции союза парламента.
После 1801 года представлял избирательные округа Уиклоу и Тависток в Парламенте Великобритании; в 1806—1807 годах был Лорд-канцлером Ирландии и лидером оппозиции Палаты общин Великобритании.

## Личная жизнь
Женился на Мэри Батлер, дочери Бринсли Батлера, 2-го графа Лейнсборо.
- Элизабет Притти, муж Фрэнсис Олдборо Притти[англ.]